# OUR GOOD DAY… 僕らのGOOD DAY
「OUR GOOD DAY… 僕らのGOOD DAY」（アワー グッド デイ ぼくらのグッデイ）は、林原めぐみの5枚目のシングル。1993年3月24日にスターチャイルドから発売された（KICM-54）。

## 概要
- 表題曲は、テレビアニメ『熱血最強ゴウザウラー』のエンディングテーマとして使用された。カップリングには同作品のオープニングテーマをソロカバーしたものを収録。このソロカバー以外でも、ユニット「SAURERS」のメンバーの1人として楽曲をカバーしており、こちらはアニメの後期にオープニングテーマとして使用されている。

## 収録曲
1. OUR GOOD DAY… 僕らのGOOD DAY [4:11]
作詞：島エリナ、English Words by Mamie D. Lee、作曲：工藤崇、編曲：大森俊之
  - テレビ東京系テレビアニメ『熱血最強ゴウザウラー』エンディングテーマ
2. KEEP ON DREAMING <MEGUMI VERSION> [3:36]
作詞：松葉美保、作曲：西岡治彦、編曲：岩本正樹
  - テレビアニメ『熱血最強ゴウザウラー』のOPテーマ「KEEP ON DREAMING」ソロ・カバーバージョン
3. OUR GOOD DAY… 僕らのGOOD DAY <OFF VOCAL VERSION> [4:11]

## 収録アルバム
| 曲名                              | 収録アルバム                                                  | 発売日         | 規格品番  |
| --------------------------------- | ------------------------------------------------------------- | -------------- | --------- |
| OUR GOOD DAY… 僕らのGOOD DAY      | 『SHAMROCK』                                                  | 1993年8月21日  | KICS-345  |
| OUR GOOD DAY… 僕らのGOOD DAY      | 『熱血最強ゴウザウラー SAURERS NOTE,2 (Original Soundtrack)』 | 1993年9月3日   | KICA-158  |
| OUR GOOD DAY… 僕らのGOOD DAY      | 『サンライズ ロボットアニメ大鑑』                             | 2009年11月26日 | KICA-3101 |
| KEEP ON DREAMING <MEGUMI VERSION> | 『熱血最強ゴウザウラー SAURERS NOTE,2 (Original Soundtrack)』 | 1993年9月3日   | KICA-158  |
| KEEP ON DREAMING <MEGUMI VERSION> | 『サンライズ ロボットアニメ大鑑』                             | 2009年11月26日 | KICA-3101 |